# 奥尔塔圣朱利奥
奥尔塔圣朱利奥（義大利語：Orta San Giulio），是意大利诺瓦拉省的一个市镇。总面积6.81平方公里，人口1160人，人口密度170.3人/平方公里（2009年）。ISTAT代码为003112。